# Demócratas Nacional Progresistas
Demócratas Nacional Progresistas (National Progressive Democrats) (NPD) fue un partido político irlandés de ideología izquierdista. Fue fundado en 1958 por Noel Browne (antiguo miembro del Clann na Poblachta) y Jack McQuillan con influencia ideológica socialista. Entre 1958 y 1961 consiguió que 7 de los 9 escaños a los que se presentó al Dáil Éireann. En las elecciones al Dáil Éireann de 1961 obtuvo dos escaños y entre 1961 y 1965 presentaron 1.400 enmiendas y propuestas al gobierno de Los escándalos políticos. A pesar de ser considerados como verdadera oposición, el 1963 se disolvió el partido cuando sus dos diputados ingresaron en el Partido Laborista.
- Datos: Q3775658